# Unterbözberg
Unterbözberg is een plaats en voormalige gemeente in het Zwitserse kanton Aargau en maakt deel uit van het district Brugg.
Unterbözberg telt 742 inwoners.

## Geschiedenis
Op 1 januari 2013 fuseerde Unterbözberg met Gallenkirch, Linn en Oberbözberg tot de gemeente Bözberg.

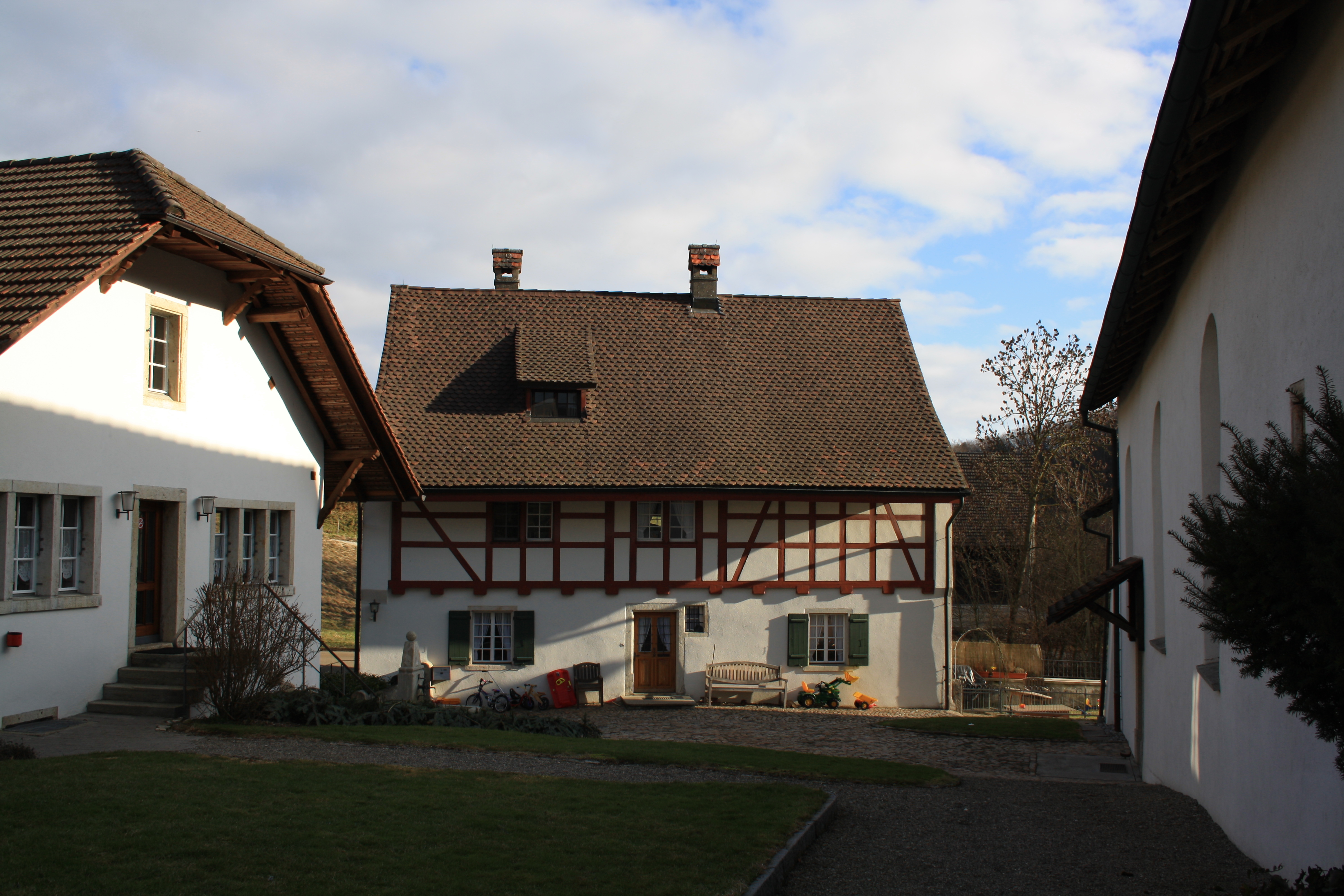
Kirchbözberg

Gallenkirch · Linn · Oberbözberg · Unterbözberg